# Два оповідання
«Два оповідання» — радянський чорно-білий кіноальманах 1962 року, який складається з двох новел «Алавердоба» та «Дівчина у білому». Знятий режисерами Георгієм Шенгелаєю і Лейлою Горделадзе на кіностудії «Грузія-фільм».

## Складова
Фільм складається з двох новел: «Алавердоба» та «Дівчина у білому».

### «Алавердоба»

#### Сюжет
За однойменним оповіданням Гурама Рчеулішвілі. Молодий журналіст, прибувши до Кахетії на традиційне релігійне свято «алавердоба», присвячене збиранню врожаю, має на меті порушити звичний хід свята віруючих та невіруючих. Герой забирає чужого коня і захоплює у погоню за собою невелику групу селян. Але піднявшись на купол храму, герой починає розуміти дурість своєї витівки — там, за огорожею храму, на мальовничих просторах Кахетії та в долинах Алазані, ці люди живуть справжнім життям.

#### У ролях
- Гейдар Палавандішвілі — Гурам
- Коте Даушвілі — головна роль
- Коте Толорая — другорядна роль
- Іраклій Кокрашвілі — другорядна роль
- Вахтанг Матарадзе-Челтіспірелі — другорядна роль
- Арсен Абрамішвілі — другорядна роль
- Ігор Кваша — читає текст

#### Знімальна група
- Режисер — Георгій Шенгелая
- Сценаристи — Реваз Інанішвілі, Георгій Шенгелая
- Оператор — Олександр Рехвіашвілі
- Композитор — Фелікс Глонті

### «Дівчина у білому»

#### Сюжет
За однойменною новелою О. Іоселіані. Бачуа, закінчивши сільськогосподарський технікум, повертається до рідного села, де його висувають колгоспним бригадиром. По дорозі з бригади Бачуа заходить у двір будинку, де живе Натіа, з якою він навчався у школі. Натіа, фізично слабка, хвора, усамітнилася від людей. Бачуа приносить у її будинок любов та радість. Поступово до дівчини повертається сила волі, і вона перемагає хворобу.
| - І. Бурчуладзе — Бачуа - Малхаз Горделадзе — Натіа | - Режисер — Лейла Горделадзе - Сценарист — Отія Іоселіані - Оператор — Ігор Амасійський - Композитор — Фелікс Глонті |